# Sminthurus viridis
Sminthurus viridis е вид безкрило членестоного от семейство Sminthuridae.

## Описание
Дължината му е около 3 mm в зряла възраст, и като повечето насекоми има шест крака.

## Разпространение
Този вид е открит в Антарктика, Европа, Северна Африка, Китай и Япония. През XIX век е бил случайно внесен в Австралия, а в началото на ХХ век от Западна Австралия е бил пренесен в Южна Африка.

## Хранене
Обикновено се храни с мъртви растителни остатъци и хифи на гъби.

## Размножаване
Женските снасят от 40 до 60 яйца, за предпочитане върху мъртви листа. Яйцата се излюпват обикновено след 26-42 дена, но ако влажността е висока те могат да се излюпят в рамките на 8-10 дни, така че е възможно в течение на една година да дадат до шест поколения. След достигане на зряла възраст живеят в продължение на около 15 дни.